# 原澤久喜
原澤久喜（Harasawa Hisayoshi，1992年7月3日—）生於山口縣下關市，是一名日本男子柔道運動員，他曾獲得2016年夏季奧林匹克運動會男子100公斤以上級柔道比賽銀牌。

## 外部連結
- JudoInside.com （页面存档备份，存于）
- 原澤久喜的Instagram帳戶